# گوران میلوسویچ
گوران میلوسویچ (انگلیسی: Goran Milošević؛ زادهٔ ۹ ژوئیهٔ ۱۹۷۲) بازیکن سابق فوتبال اهل صربستان است که در پست مدافع میانی بازی می‌کرد.